# Mezquita de las Tornerías
La mezquita de las Tornerías o mezquita de la Casa de las Tornerías, es una mezquita de, probablemente, la segunda mitad del siglo XI, asentada sobre cimientos anteriores romanos, situada en el antiguo Arrabal de Francos, en la ciudad de Toledo, España. Actualmente alberga la Fundación Centro de Promoción de la Artesanía, que puede visitarse y asistir a exposiciones temporales.
El edificio siguió manteniendo el culto musulmán, incluso mucho más allá de la reconquista de la ciudad por las tropas cristianas de Alfonso VI de León y Castilla en 1085, llegando hasta el período 1498-1505 en que sería desacralizada por los Reyes Católicos. Ya como edificio de uso civil, pasa por diversas vicisitudes, primero como mesón en 1505 y luego como sede de diferentes comercios y pequeñas fábricas o como simple vivienda. Su historia se pierde hasta finales del siglo XIX, donde los historiadores investigan sus orígenes pensando que fuese una sinagoga o una mezquita. Tras los estudios, el 15 de marzo de 1905 se comunicaba oficialmente a la Real Academia de la Historia el hallazgo de una mezquita árabe en la calle de las Tornerías.

## Características
La mezquita se asentaba sobre los muros de depósitos de agua potable romanos de distribución de agua potable por la ciudad. El gran desnivel del terreno hace posible su disposición en dos pisos lo que la hace especialmente singular. La planta baja, a la que se accede desde la calle de las Tornerías, se abre a los depósitos romanos con arcos de granito de medio punto. La planta alta, alberga el lugar de culto, conservándose restos del mihrab y el muro de la qibla.
Su construcción se realizó basándose en una de las importantes mezquitas que hubo en la ciudad de Toledo, la del Cristo de la Luz o de Bab al-Mardum, del siglo X. Su planta es irregular cuadrada y los espacios interiores se organizan como aquella en nueve compartimentos de planta cuadrada, cubiertos con cúpulas vaídas de ladrillo, excepto el central, con especial relevancia en su cúpula nervada. Dispone de arcos de herradura sobre columnas bajas con capiteles macizos.

## Datación
Los historiadores no llegan a ponerse de acuerdo en su fecha de construcción. Mientras unos la estiman en la segunda mitad del siglo XI, otros, la establecen en la segunda mitad del siglo XII.